# Кук Василь Степанович
Васи́ль Степа́нович Кук (псевдо: «Василь Коваль», «Юрко Леміш», «Ле», «Медвідь»; 11 січня 1913, Красне, Золочівський повіт, Королівство Галичини та Володимирії, Австро-Угорщина, нині Буського району Львівської області — 9 вересня 2007, Київ, Україна) — український військовий діяч, один із керівників українського національно-визвольного руху, генерал-хорунжий, командир УПА-південь, 2-й Голова Генерального Секретаріату УГВР (1950–1954), головнокомандувач УПА з 1950 по 1954 роки (після загибелі Романа Шухевича). 1954 року узятий у полон військами МДБ СРСР та без вироку суду провів у в'язницях 6 років. В останні роки свого життя мешкав у Києві.

## Біографія

### Молоді роки
Василь Кук народився у селищі Красне Золочівського повіту Тернопільського воєводства (тепер Золочівський район Львівської області). Був хрещений 16 січня 1913 року.
Батьки були селянами. Батько, Степан Матвійович, працював на залізничній станції в селі Красне; мати — Парасковія Федорівна (до шлюбу Постолюк).
Bci діти родини Куків були членами Організації українських націоналістів. Двох братів Василя — Ілярія та Ілька — стратила польська влада. За радянської влади всі члени родини були засуджені до позбавлення волі, все майно батьків було конфісковано.
Впродовж 1923–1932 років навчався у Золочівській класичній гімназії товариства «Рідна школа». З 1927 року належав до молодіжної організації «Пласт» куреня імені Івана Богуна. У 1929 році став членом Юнацтва ОУН. Під час студій в Люблінському католицькому університеті, де після закінчення гімназії він вивчав юриспруденцію, Кук знайомиться зі Степаном Бандерою.

### Діяльність в ОУН
З 1932 — член Золочівської повітової екзекутиви (Проводу) ОУН.
Після закінчення гімназії навчався у Люблінському католицькому університеті на юридичному відділенні. Під час студій організував і очолив студентську групу членів ОУН.
У 1932–1934 роках виконував доручення Крайової Екзекутиви ОУН і як зв'язковий їздив до Кракова та на Волинь, перевозив нелегальну літературу, зброю.
За революційну діяльність його неодноразово заарештовувала польська поліція. В 1934 році був засуджений польським судом за революційну діяльність до двох років позбавлення волі. В 1936 році вийшов на волю й очолив Золочівський повітовий провід ОУН.
Травень 1937 — як золочівський повітовий провідник ОУН організував напад на польських поміщиків — подружжя Ясінських. Під час нападу, всупереч плану дій ОУНівців, Ясінські загинули від рук брата В. Кука — Іларія. Деяких учасників акції заарештувала польська поліція, і в березні 1938 року у Золочеві відбувся судовий процес над ними. Василь Кук у травні 1937 року перейшов у підпілля.
Проводив нелегальні нічні вишколи ремісничої молоді у Львові, а восени 1937 року переїхав у Підгаєцький повіт, де організував підпільну друкарню крайової екзекутиви (КЕ) ОУН «Мандоліна» і керував нею до жовтня 1939 року.
1940 року за дорученням КЕ ОУН перебував у Кракові, організовував нелегальні переходи кур'єрів і зв'язкових ОУН через радянсько-німецький кордон. У той час він працював разом із Романом Шухевичем.
Після II Великого Збору ОУН провідник ОУН Степан Бандера призначив його членом Проводу ОУН, у якому Василь Кук очолив організаційну референтуру (відділення). В той час він брав участь у діяльності військового штабу, відбував старшинські військові вишколи.
Навесні 1941 року організував і очолив Центральний штаб похідних груп ОУН для переходу у східну Україну, включно з Кримом і Кубанню. В червні 1941 року очолив Львівську провідну похідну групу (близько 20 членів), яка прибула 30 червня до Львова й організувала Народні Збори, на яких було проголошено Акт відновлення Української Держави.
В липні–серпні 1941 року організував і очолив Київську провідну похідну групу членів ОУН (близько 30 осіб), переважно зі східних областей та Волині, для повторного проголошення відновлення української державності в Києві. 31 серпня в м. Василькові частина членів групи, в тому числі В. Кук, була заарештована німецькою поліцією. При транспортуванні групи до Львова у м. Луцьку В. Куку разом із Дмитром Мироном та зв'язковим Тарасом Онишкевичем вдалося втекти з-під варти і добратися до Львова.
Навесні 1942 року В. Кук очолив Провід ОУН на південно-східних українських землях. Після загибелі Дмитра Мирона в липні 1942 року та арешту його заступника Пантелеймона Сака безпосередньо керував діяльністю ОУН на всіх українських центрально-східних і південних землях. Навесні 1943 року очолив УПА-Південь.
На III-тій конференції ОУН (лютий 1943 р.) В. Кук підтримав Михайла Степаняка, що пропонував обмежити повстанську боротьбу лише антинімецьким, а не і антирадянським (як уважав Р. Шухевич і ін. впливові діячі ОУН) фронтом.
В квітні 1944 року керував найбільшим боєм УПА під Гурбами. З 1947 р. був заступником Романа Шухевича на всіх його посадах, а після його загибелі 5 березня 1950 року Василя Кука було обрано Головою Проводу ОУН в Україні, Головним Командиром УПА та Головою Генерального Секретаріату Української головної визвольної ради.
Був членом Головної Булави Всеукраїнського Братства ОУН-УПА, головою Наукового відділу Братства ОУН-УПА.

### Полон і ув'язнення
23 травня 1954 року Василя Кука взяли в полон співробітники КДБ за допомогою завербованого колишнього підпільника «Чумака» (Микола Примас), якого Василь Кук добре знав особисто. Перебував у слідчих в'язницях Києва і Москви до 1960 року, звільнений у зв'язку з новим курсом політики Микити Хрущова.
У в'язниці проходив під номером «300».

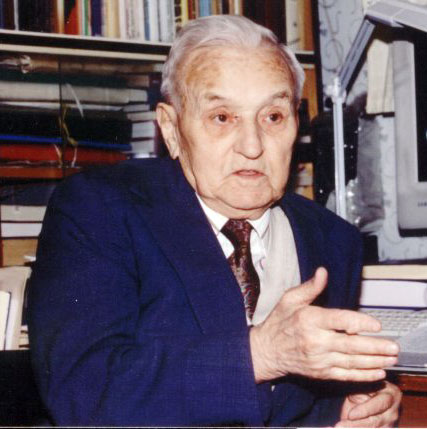
Василь Кук в останні роки життя.

### «Зречення Василя Кука»
В 1960 році Василь Кук написав так званий «Відкритий Лист В. Кука до Ярослава Стецька, Миколи Лебедя, Степана Ленкавського, Дарії Ребет, Івана Гриньоха та до всіх українців, що проживають за кордоном!», у якому визнавав радянську владу в Україні, зрікався та засуджував засади та методи боротьби ОУН та УПА, а також закликав українські організації, які вели національно-визвольну боротьбу, до її припинення та визнання СРСР. Так закінчується цей лист:
Антирадянська діяльність українських націоналістів за кордоном приречена на провал, бо немає сьогодні таких сил за кордоном, ані тим більше всередині Радянського Союзу, що могли б у якій-небудь мірі насильно змінити існуючий громадсько-політичний лад в СРСР, чи тільки в одній із радянських республік.
Український народ, як і інші народи СРСР і країн народної демократії, всяку спробу повернення до старих порядків зустріне вороже і буде всіма засобами захищати те, що йому дала Радянська влада.
Спроби активізувати підривну діяльність усередині СРСР при допомозі засланих для цієї цілі осіб кінчаються і в дальшому будуть кінчатися тільки провалом. Про це яскраво свідчить випадок з американськими літаками, про що вам відомо з радянської та чужинецької преси. Неусвідомлення цих фактів веде еміграцію до трагічних помилок, які в свою чергу призводять до ще трагічних наслідків.
Друзі! Не зв'язуйтеся ні з якою діяльністю проти нашого народу, не дозволяйте себе далі обманювати і використовувати в чужих для вас самих і вашого народу інтересах. Усю свою діяльність в еміграції спрямовуйте на те, щоб не закривати собі шлях на батьківщину.— Зі щирим привітом і повагою — B.Кук
Можливо, що це був вимушений крок з боку Василя Кука, зроблений під тиском КДБ СРСР, що не відображав справжньої позиції в питанні визнання УРСР. На початку 2000-х років, в кулуарах чергового Збору КУН, бувши запитаний членом КУН С. Павчаком, підписував він особисто чи ні вказаний «Лист», Василь Кук відповів йому (приватно), мовляв, «а що ви не знаєте, як тоді /за часів СРСР—С. П./ підписувались подібні документи?!» — без всяких подальших детальніших пояснень[джерело?].

### Смерть і поховання
Василь Кук помер 9 вересня 2007 р. у своїй квартирі у Києві. Прощання з останнім ГК УПА проходило у Києві в Будинку вчителя, потім його тіло було перевезено до Львова, де продовжились панахидні заходи.
Поховали Василя Кука в його рідному селі Красне Львівської області. Так заповідав покійний. 12 вересня 2010 року на малій батьківщині останнього головнокомандувача УПА йому було врочисто відкрито пам’ятник.

## Родина
Побрався з Уляною Крюченко в Дніпрі в 1943 р. Органи МДБ відібрали у дружини Василя Кука сина Юрія в 3-річному віці та віддали у дитячий будинок у Маріуполь під ім'ям Юрій Чоботар. Пробув у дитячому будинку до 7 класу. Кожного літа дітей вивозили в дитячий оздоровчий табір у с. Юр'ївка. У 13-річному віці Юрія повернули реабілітованій родині.
Після реабілітації родина отримала квартиру в Києві на Дарниці.

## Нагороди
- Згідно з Постановою УГВР віл 2.08.1949 р. і Наказом Головного військового штабу УПА ч. 3/49 від 15.10.1949 р. заступник головного командира УПА Василь Кук — «Леміш» нагороджений Золотим хрестом заслуги УПА.

## Вшанування пам'яті
- 2013 року у місті Винники вулиця була названа на честь Василя Кука.
- 2015 року в місті Дніпро вулиця Дибенка була перейменована на вулицю Василя Кука[6].
- 19 лютого 2016 року одному з провулків Житомира було надане ім'я Василя Кука[7].
- 2016 року у місті Київ 1-й провулок Будьонного перейменований на провулок Василя Кука.
- 23.01.2018 р. від імені Координаційної ради з вшанування пам'яті нагороджених Лицарів ОУН і УПА у м. Київ Золотий хрест заслуги УПА (№ 017) переданий Юрію Куку, сину Василя Кука.
- 19 вересня 2022 року у місті Сарни вулицю Ковпака перейменували на вулицю Василя Кука.[8]
- 29 вересня 2022 року у Львові вулицю Жуковського перейменовано на вулицю Василя Кука.
- 25 листопада 2022 року у селищі Красне вулицю Засядька перейменували на вулицю Василя Кука.
- У грудні 2022 року у місті Дубно на його честь перейменували вулицю Огороднікова.
- У місті Луцьк перейменували вулицю Щепкіна на вулицю Василя Кука.[9]
- У місті Первомайськ вулицю Сергія Даниліна перейменували на вулицю Василя Кука.[10]
- У багатьох містах України є Вулиця Героїв УПА, до яких належить і Василь Кук.

## Публіцистика
Василь Кук відомий також як підпільний публіцист та історик, серед найвідоміших його праць:
- «Пашні Буряки» (1938 р.) (підручник із конспірації ОУН),
- «Колгоспне рабство» (1952 р.) (аналітичний огляд функціонування колгоспної системи в Україні),
- цикл нарисів про життя та творчість Артема Веделя — відомого українського композитора (1970–1980-ті рр.),
- біографічні нариси про Степана Бандеру та Романа Шухевича (1990-ті рр.),
- фундаментальний збірник документів «Українське державотворення. Акт 30 червня 1941 року», 2001 р.